# Victory Boogie-Woogie
Victory Boogie-Woogie es la última e inacabada obra del pintor abstracto neerlandés Piet Mondrian. Quedó incompleta en 1944, por el fallecimiento del artista. Desde 1998 ha sido parte de la colección del Museo Municipal de La Haya. Fue adquirida por 80 millones de florines neerlandeses al coleccionista estadounidense Samuel Irving Newhouse, quién la había comprado a Emily y Burton Tremaine por 12 millones de dólares estadounidenses a mediados la década de 1980. La Stichting Nationaal Fonds Kunstbezit (Fundación de Arte Nacional) pudo adquirirla gracias a un regalo del Banco de los Países Bajos, en conmemoración a la entrada los Países Bajos en el euro. Esta cantidad del dinero levantó polémica en la Cámara de Representantes de los Países Bajos.